# Adrian von Arx (Politiker, 1847)
Adrian von Arx (* 15. November 1847 in Muri, Kanton Bern, heimatberechtigt in Olten; † 20. September 1919 in Olten) war ein Schweizer Jurist, Politiker und Autor.

## Leben und Werk
Adrian von Arx war der Sohn des Politikers, Majors und Verfassers von Gedichten Adrian und der Maria Anna Antonia, geborene von Büren.
Von Arx studierte Rechtswissenschaften in Zürich, Heidelberg, Leipzig und Genf. 1874 heiratete er Karolina, geborene Maritz, und praktizierte als Anwalt von 1876 bis 1919 in Olten.
Von Arx war ab 1881 für die Freisinnige Partei im Kantonsrat. 1892, 1902 und 1914 war er deren Parteipräsident. Von 1908 bis 1917 war er Nationalrat und genoss als solcher ein hohes Ansehen.
Von Arx war Mitglied der Studentenverbindung Helvetia und verfasste mehrere Festspiele und Gedichte.